# 霍華德 (密西西比州)
霍華德（英語：Howard）是位於美國密西西比州霍爾姆斯縣的非建制地區。

## 歷史
霍華德的郵局於1887年設立，其後於1920年停運。

## 地理
霍華德所處的海拔為高於海平面35米（即115英呎），而該地所採用的時區為UTC-6，即北美中部時區（CST）。同時該地設有夏令時間，為UTC-6調快一小時，即UTC-5（CDT）。